# Jakob Ankarcrona
Jakob Ankarcrona, tidigare Christophers, född 4 maj 1693 i Karlskrona, död 21 april 1755, var en svensk handlande, riksdagsledamot och politiker.

## Biografi
Jakob Ankarcrona föddes 1693 i Karlskrona och var son till handlanden och rådmannen Thore Christophers (1655–1710) och Cecilia von Schoting (1667–1699). Han arbetade som handlande i Karlskrona och fick senare assessors fullmakt. Han adlades 1751 till Ankarcrona och avled 1755.
Ankarcrona var riksdagsledamot för borgarståndet i Karlskrona vid riksdagen 1731.
Han gifte sig 1717 med Maria Juliana Weijlandt (1695–1765). De var svärföräldrar till Johan Henrik Ferber.